# Senobasis clavigeroides
Senobasis clavigeroides är en tvåvingeart som beskrevs av Nelson Papavero 1976. Senobasis clavigeroides ingår i släktet Senobasis och familjen rovflugor. Inga underarter finns listade i Catalogue of Life.